# Grand Prix Júnior de Patinação Artística no Gelo na Eslovênia
O Grand Prix Júnior de Patinação Artística no Gelo na Eslovênia (muitas vezes intitulado: Skate Slovenia, Skate Bled, Senčila Bled Cup, e Ljubljana Cup) é uma competição internacional de patinação artística no gelo de nível júnior. A competição é organizada pela União Internacional de Patinação (ISU), e disputada no outono, em alguns anos, como parte do Grand Prix Júnior de Patinação Artística no Gelo.

## Edições
| Ano        | Edição               | Cidade sede          | Júnior               | Júnior               | Júnior               | Júnior               | Ref                  |
| Ano        | Edição               | Cidade sede          | M                    | F                    | P                    | D                    | Ref                  |
| ---------- | -------------------- | -------------------- | -------------------- | -------------------- | -------------------- | -------------------- | -------------------- |
| 1999       | 1.ª                  | Bled                 | •                    | •                    | •                    | •                    | [ 1 ]                |
| 2000       | Não houve competição | Não houve competição | Não houve competição | Não houve competição | Não houve competição | Não houve competição | Não houve competição |
| 2001       | Final                | Bled                 | •                    | •                    | •                    | •                    | [ 2 ]                |
| 2002       | Não houve competição | Não houve competição | Não houve competição | Não houve competição | Não houve competição | Não houve competição | Não houve competição |
| 2003       | 2.ª                  | Bled                 | •                    | •                    | •                    | •                    | [ 3 ] [ 4 ]          |
| 2004– 2011 | Não houve competição | Não houve competição | Não houve competição | Não houve competição | Não houve competição | Não houve competição | Não houve competição |
| 2012       | 3.ª                  | Bled                 | •                    | •                    | –                    | •                    | [ 5 ]                |
| 2013       | Não houve competição | Não houve competição | Não houve competição | Não houve competição | Não houve competição | Não houve competição | Não houve competição |
| 2014       | 4.ª                  | Liubliana            | •                    | •                    | –                    | •                    | [ 6 ]                |
| 2015       | Não houve competição | Não houve competição | Não houve competição | Não houve competição | Não houve competição | Não houve competição | Não houve competição |
| 2016       | 5.ª                  | Liubliana            | •                    | •                    | –                    | •                    | [ 7 ]                |
| 2017       | Não houve competição | Não houve competição | Não houve competição | Não houve competição | Não houve competição | Não houve competição | Não houve competição |
| 2018       | 6.ª                  | Liubliana            | •                    | •                    | –                    | •                    | [ 8 ]                |

Legenda
- Final do Grand Prix ISU Júnior
- –  Evento não disputado neste ano

## Lista de medalhistas

### Individual masculino
| Evento                    | Ouro                               | Prata                             | Bronze                         |
| Bled 1999 (detalhes)      | Stefan Lindemann · Alemanha        | Ben Miller · Estados Unidos       | Denis Balandin · Rússia        |
| 2000                      | Não houve competição               | Não houve competição              | Não houve competição           |
| Bled 2001 (detalhes)      | Stanislav Timchenko · Rússia       | Ma Xiaodong · China               | Kevin van der Perren · Bélgica |
| 2002                      | Não houve competição               | Não houve competição              | Não houve competição           |
| Bled 2003 (detalhes)      | Christopher Mabee · Canadá         | Dennis Phan · Estados Unidos      | Shawn Sawyer · Canadá          |
| 2004–2011                 | Não houve competição               | Não houve competição              | Não houve competição           |
| Bled 2012 (detalhes)      | Joshua Farris · Estados Unidos     | Jin Boyang · China                | Alexander Samarin · Rússia     |
| 2013                      | Não houve competição               | Não houve competição              | Não houve competição           |
| Liubliana 2014 (detalhes) | Jin Boyang · China                 | Alexander Petrov · Rússia         | Dmitri Aliev · Rússia          |
| 2015                      | Não houve competição               | Não houve competição              | Não houve competição           |
| Liubliana 2016 (detalhes) | Alexei Krasnozhon · Estados Unidos | Ilia Skirda · Rússia              | Kazuki Tomono · Japão          |
| 2017                      | Não houve competição               | Não houve competição              | Não houve competição           |
| Liubliana 2018 (detalhes) | Petr Gumennik · Rússia             | Tomoki Hiwatashi · Estados Unidos | Koshiro Shimada · Japão        |

### Individual feminino
| Evento                    | Ouro                             | Prata                        | Bronze                       |
| Bled 1999 (detalhes)      | Irina Tkatchuk · Rússia          | Tamara Dorofejev · Hungria   | Galina Maniachenko · Ucrânia |
| 2000                      | Não houve competição             | Não houve competição         | Não houve competição         |
| Bled 2001 (detalhes)      | Miki Ando · Japão                | Ludmila Nelidina · Rússia    | Akiko Suzuki · Japão         |
| 2002                      | Não houve competição             | Não houve competição         | Não houve competição         |
| Bled 2003 (detalhes)      | Kimmie Meissner · Estados Unidos | Lina Johansson · Suécia      | Viktória Pavuk · Hungria     |
| 2004–2011                 | Não houve competição             | Não houve competição         | Não houve competição         |
| Bled 2012 (detalhes)      | Kim Hae-jin · Coreia do Sul      | Barbie Long · Estados Unidos | Evgenia Gerasimova · Rússia  |
| 2013                      | Não houve competição             | Não houve competição         | Não houve competição         |
| Liubliana 2014 (detalhes) | Serafima Sakhanovich · Rússia    | Yuka Nagai · Japão           | Leah Keiser · Estados Unidos |
| 2015                      | Não houve competição             | Não houve competição         | Não houve competição         |
| Liubliana 2016 (detalhes) | Rika Kihira · Japão              | Marin Honda · Japão          | Alina Zagitova · Rússia      |
| 2017                      | Não houve competição             | Não houve competição         | Não houve competição         |
| Liubliana 2018 (detalhes) | Alexandra Trusova · Rússia       | Alena Kanysheva · Rússia     | Yuhana Yokoi · Japão         |

### Duplas
| Evento               | Ouro                                                      | Prata                                                     | Bronze                                                    |
| Bled 1999 (detalhes) | Julia Shapiro · Alexei Sokolov · Rússia                   | Aliona Savchenko · Stanislav Morozov · Ucrânia            | Viktoria Shliakhova · Grigori Petrovski · Rússia          |
| 2000                 | Não houve competição                                      | Não houve competição                                      | Não houve competição                                      |
| Bled 2001 (detalhes) | Zhang Dan · Zhang Hao · China                             | Julia Karbovskaya · Sergei Slavnov · Rússia               | Ding Yang · Ren Zhongfei · China                          |
| 2002                 | Não houve competição                                      | Não houve competição                                      | Não houve competição                                      |
| Bled 2003 (detalhes) | Tatiana Kokoreva · Egor Golovkin · Rússia                 | Natalia Shestakova · Pavel Lebedev · Rússia               | Terra Findlay · John Mattatal · Canadá                    |
| 2004–2018            | Não houve competição; 2012–18 não houve disputa de duplas | Não houve competição; 2012–18 não houve disputa de duplas | Não houve competição; 2012–18 não houve disputa de duplas |

### Dança no gelo
| Evento                    | Ouro                                                 | Prata                                           | Bronze                                         |
| Bled 1999 (detalhes)      | Elena Khalyavina · Maxim Shabalin · Rússia           | Caroline Truong · Sylvain Longchambon · França  | Flavia Ottaviani · Massimo Scali · Itália      |
| 2000                      | Não houve competição                                 | Não houve competição                            | Não houve competição                           |
| Bled 2001 (detalhes)      | Elena Khalyavina · Maxim Shabalin · Rússia           | Elena Romanovskaya · Alexander Grachev · Rússia | Miriam Steinel · Vladimir Tsvetkov · Alemanha  |
| 2002                      | Não houve competição                                 | Não houve competição                            | Não houve competição                           |
| Bled 2003 (detalhes)      | Nóra Hoffmann · Attila Elek · Hungria                | Ekaterina Rubleva · Ivan Shefer · Rússia        | Anna Cappellini · Matteo Zanni · Itália        |
| 2004–2011                 | Não houve competição                                 | Não houve competição                            | Não houve competição                           |
| Bled 2012 (detalhes)      | Alexandra Aldridge · Daniel Eaton · Estados Unidos   | Anna Yanovskaya · Sergey Mozgov · Rússia        | Andréanne Poulin · Marc-André Servant · Canadá |
| 2013                      | Não houve competição                                 | Não houve competição                            | Não houve competição                           |
| Liubliana 2014 (detalhes) | Daria Morozova · Mikhail Zhirnov · Rússia            | Brianna Delmaestro · Timothy Lum · Canadá       | Holly Moore · Daniel Klaber · Estados Unidos   |
| 2015                      | Não houve competição                                 | Não houve competição                            | Não houve competição                           |
| Liubliana 2016 (detalhes) | Lorraine McNamara · Quinn Carpenter · Estados Unidos | Sofia Polishchuk · Alexander Vakhnov · Rússia   | Anastasia Skoptsova · Kirill Aleshin · Rússia  |
| 2017                      | Não houve competição                                 | Não houve competição                            | Não houve competição                           |
| Liubliana 2018 (detalhes) | Avonley Nguyen · Vadym Kolesnik · Estados Unidos     | Sofia Shevchenko · Igor Eremenko · Rússia       | Polina Ivanenko · Daniil Karpov · Rússia       |